# Sheareria nana
 Sheareria nana  S.Moore, 1875 è una specie di piante angiosperme dicotiledoni della famiglia delle Asteraceae, sottofamiglia Asteroideae, tribù Astereae (Aster lineage) e sottotribù Asterinae.  Sheareria nana è anche l'unica specie del genere  Sheareria  S.Moore, 1875.

## Etimologia
Il nome scientifico della specie è stato definito dal botanico Spencer Le Marchant Moore (1850-1931) nella pubblicazione " Journal of Botany, British and Foreign. London" (J. Bot. 13: 227, t. 165) del 1875. Il nome scientifico del genere è stato definito nella stessa pubblicazione.

## Descrizione
Portamento. La specie di questa voce ha un habitus di tipo piccolo-erbaceo annuale (o biennale) sparsamente peloso.
Fusto. La parte aerea in genere è eretta e ramosa (i rami sono sparsi e divergenti). La parte sotterranea consiste in fitte radici. Altezza media: 10 - 100 cm.
Foglie. Le foglie, simili a brattee (quelle apicali), sono disposte in modo alternato; sono picciolate quelle inferiori e sessili quelle superiori. Si distinguono in basali (possono formare una rosetta basale) e in cauline (in genere di minori dimensioni). La lamina è semplice e piccola, con forme più o meno lineari (da lanceolata a oblanceolatae) margini interi e apici da acuti a ottusi, mucronulati. Sulla superficie possono essere presenti dei punti ghiandolari. Dimensione delle foglie: 4 - 50 x 1,3 - 6 mm.
Infiorescenza. Le sinflorescenze sono scapose (capolini solitari). Le infiorescenze vere e proprie sono composte da un capolino terminale peduncolato di tipo radiato con fiori eterogami. I capolini sono formati da un involucro, con forme campanulate, composto da 6 - 7 brattee, al cui interno un ricettacolo fa da base ai fiori di due tipi: fiori del raggio e fiori del disco. Le brattee, concave con forme da ovate a oblunghe e a consistenza erbacea, sono disposte in modo più o meno embricato su 2 serie. Il ricettacolo in genere è nudo ossia senza pagliette a protezione della base dei fiori; la forma è piatta. Dimensione del capolino: 2 - 2,2 mm. Lunghezza dei peduncoli: 3 - 5 mm.
Fiori.  I fiori sono tetra-ciclici (formati cioè da 4 verticilli: calice – corolla – androceo – gineceo) e pentameri (calice e corolla formati da 5 elementi). Si distinguono in:
- fiori del raggio (esterni) da 3 a 4 per capolino: sono femminili e sono disposti su una sola serie; la forma è largamente ligulata terminante con 5 crenature;
- fiori del disco (centrali) da 1 o 2 per capolino: hanno delle forme snelle e strettamente tubulose terminanti con dei lobi deltati e eretti; sono funzionalmente maschili.

- Formula fiorale:

*/x K {\displaystyle \infty }, [C (5), A (5)], G 2 (infero), achenio
- Calice: i sepali del calice sono ridotti ad una coroncina di squame.

- Corolla: i colori della corolla sono giallo (i fiori del disco) e bianco (i fiori del raggio).

- Androceo: l'androceo è formato da 5 stami sorretti da filamenti generalmente liberi; gli stami sono connati e formano un manicotto circondante lo stilo; le teche (produttrici del polline) alla base sono troncate e sono lievemente auricolate (molto raramente sono speronate o hanno una coda); le appendici apicali delle antere hanno delle forme piatte e lanceolate; il tessuto endoteciale (rivestimento interno dell'antera) è quasi sempre polarizzato (con due superfici distinte: una verso l'esterno e una verso l'interno). Il polline è sferico con un diametro medio di circa 25 micron;  è tricolporato (con tre aperture sia di tipo a fessura che tipo isodiametrica o poro) ed è echinato (con punte sporgenti).[9][12]

- Gineceo: l'ovario è infero uniloculare formato da 2 carpelli.[5] Lo stilo (il recettore del polline) è indiviso.[13] I due bracci dello stilo hanno una forma da lanceolata a deltoide e possono essere papillosi o ricoperti da ciuffi di peli. Lo stilo dei fiori del raggio è supinato.

Frutti. I frutti sono degli acheni senza pappo; in alcune specie è presente un certo dimorfismo (gli acheni dei fiori del raggio differiscono dagli acheni dei fiori del disco);
- achenio: gli acheni, con forme oblunghe a sezione triangolare, sono strettamente alati e provvisti di 3 coste longitudinali dentate; la superficie è glabra; la parete dell'achenio è formata da celle contenenti rafidi ma prive di fitomelanina; il carpoforo normalmente è anulare; le setole con punte a forma di ancora non sono presenti. Dimensione degli acheni: 3,5 - 4 mm.

## Biologia
Impollinazione: tramite insetti (impollinazione entomogama tramite farfalle diurne e notturne).

Riproduzione: la fecondazione avviene fondamentalmente tramite l'impollinazione dei fiori.

Dispersione: i semi cadono a terra e vengono dispersi soprattutto da insetti come formiche (disseminazione mirmecoria). Un altro tipo di dispersione è zoocoria: gli uncini delle brattee dell'involucro (se presenti) si agganciano ai peli degli animali di passaggio che portano così i semi anche su lunghe distanze. Inoltre per merito del pappo il vento può trasportare i semi anche per alcuni chilometri (disseminazione anemocora).

## Distribuzione e habitat
La specie di questa voce è distribuita in Cina. L'habitat preferito da questa pianta sono i campi, le praterie umide, le sponde sabbiose dei corsi d'acqua; si trovano dal livello del mare fino a 700 metri di quota.

## Sistematica
La famiglia di appartenenza di questa voce (Asteraceae o Compositae, nomen conservandum) probabilmente originaria del Sud America, è la più numerosa del mondo vegetale, comprende oltre 23.000 specie distribuite su 1.535 generi, oppure 22.750 specie e 1.530 generi secondo altre fonti (una delle checklist più aggiornata elenca fino a 1.679 generi). La famiglia attualmente (2021) è divisa in 16 sottofamiglie; la sottofamiglia Asteroideae è una di queste e rappresenta l'evoluzione più recente di tutta la famiglia.

### Filogenesi
Il genere della specie di questa voce è descritto nella sottotribù Asterinae, una delle quasi 40 sottotribù della tribù Astereae. In base alle ultime ricerche nella tribù sono stati individuati (provvisoriamente) 5 principali lignaggi:
- Basal grade: include alcuni generi isolati, il gruppo "South American-Oceania",  alcune sottotribù africane e il gruppo dei generi legnosi del Madagascar.
- Bellis lineage: comprende le sottotribù eurasiatiche e una sottotribù africana.
- Aster lineage: include i generi asiatici di Asterinae e i principali gruppi dell'Australia e dell'Oceania.
- Baccharis lineage: include alcuni gruppi sudamericani.
- North American lineage: include la vasta gamma di sottotribù del Nordamerica, Messico e alcuni gruppi distribuiti nel Sudamerica.

Il genere  Sheareria (insieme alla sottotribù Asterinae) è incluso nel Aster lineage i cui caratteri principali sono: la base delle antere sono prive di code e non sono calcarate (speronate); le linee stigmatiche dei bracci dello stilo sono totalmente separate; i due bracci dello stilo hanno una forma breve o allungata da lanceolata a deltoide e possono essere papillosi o ricoperti da ciuffi di peli (all'esterno, mentre all'interno sono glabri). La distribuzione della maggior parte delle specie di questo gruppo è nelle regioni temperate nord e sud.
La sottotribù Asterinae comprende una trentina di generi suddivisi in 4 rami principali: Psychrogeton - Hersileoides - Asterothamnus - Aster. Il genere di questa voce è incluso nel ramo denominato "Aster branch" e sottogruppo denominato "Kalimeris group" insieme ai generi Heteropappus, Miyamayomena (in parte), Kalimeris e alcune sezioni del genere Aster. Storicamente questa specie è descritta nella sottotribù Lagenophorinae; recenti studi di tipo molecolare filogenetico suggeriscono che  Sheareria nana si trovi in posizione  "sister" (basale) al "Kalimeris cade".
I caratteri distintivi della specie  Sheareria nana sono:
- i capolini contengono pochi fiori (9 o meno);
- i fiori del disco sono 1 o 2;
- Il frutto dei fiori del raggio si sviluppa mentre i fiori del disco devono ancora aprirsi.
- il pappo è assente.

### Sinonimi
Sono elencati alcuni sinonimi per questa entità:
- Sheareria polii Franch